# ヴェルサイユ＝シャトー駅
ヴェルサイユ＝シャトー駅（リヴ ゴーシュ）（フランス語: Gare de Versailles-Château-Rive-Gauche）はフランスイヴリーヌ県ヴェルサイユサン＝ルイにある、フランス国鉄（SNCF）の鉄道駅。路線名称上はアンヴァリッド-ヴェルサイユ＝リヴ＝ゴーシュ線であるが、RER C線の電車が停車し案内もRER C線のみである。ヴェルサイユ宮殿に一番近い鉄道駅で、ここからソー通りを北西へ歩いて500mの距離である。

## 歴史
1837年、パリ近郊の最初の鉄道が、パリとサンジェルマン＝アン＝レー間で開通。
1839年、パリのサンラザール駅からセーヌ河の右岸（仏語でリヴドワット）を通ってヴェルサイユ＝リヴドワット駅に着く路線が開通。
1840年、パリの現在のモンパルナス駅からヴェルサイユまでの鉄道が、セーヌ河の左岸（仏語でリヴゴーシュ）を通って開通。ヴェルサイユリヴゴーシュ駅の開業となる。
（注：現在この駅発着の路線はモンパルナスを通らず、パリ中央を横断してパリ郊外東南部と西南部を結んでいる。）
1855年から1900年までの数回のパリ万博を通して、パリの鉄道は発展し、路線が延びたり統合されたりしていった。
1979年、パリとヴェルサイユリブゴーシュ間の鉄道が、フランス国鉄SNCF RER-C線となる。

### 駅舎修復事業
2012年、以下の刷新計画がSNCFより発表された：
- 行き先をよりわかりやすくするために、駅名を変更。

旧：Versailles Rive Gauche, Château de Versailles
新：Versailles Château Rive Gauche
- 駅舎のファサードのガラスの修復

1840年の開業以来、ガラスが大変傷み、落下の危険もあるため、全面的に修復。
2015年末より、写真パネルによる内装も加わり、駅舎内外が新しい姿を見せている。

## 駅構造
頭端式ホーム3面5線を有する地上駅。

### のりば
| ホーム | 路線 | 行先                       |
| ------ | ---- | -------------------------- |
| 1 - 5  | C線  | パリ市内、ジュヴィジー方面 |

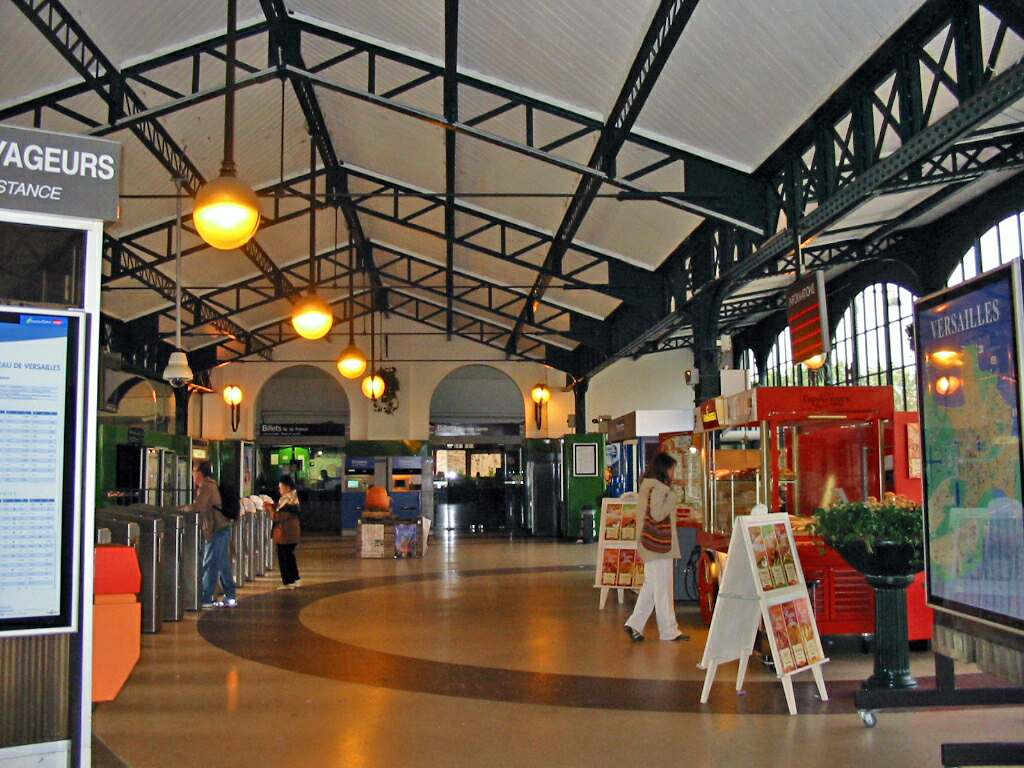
駅構内
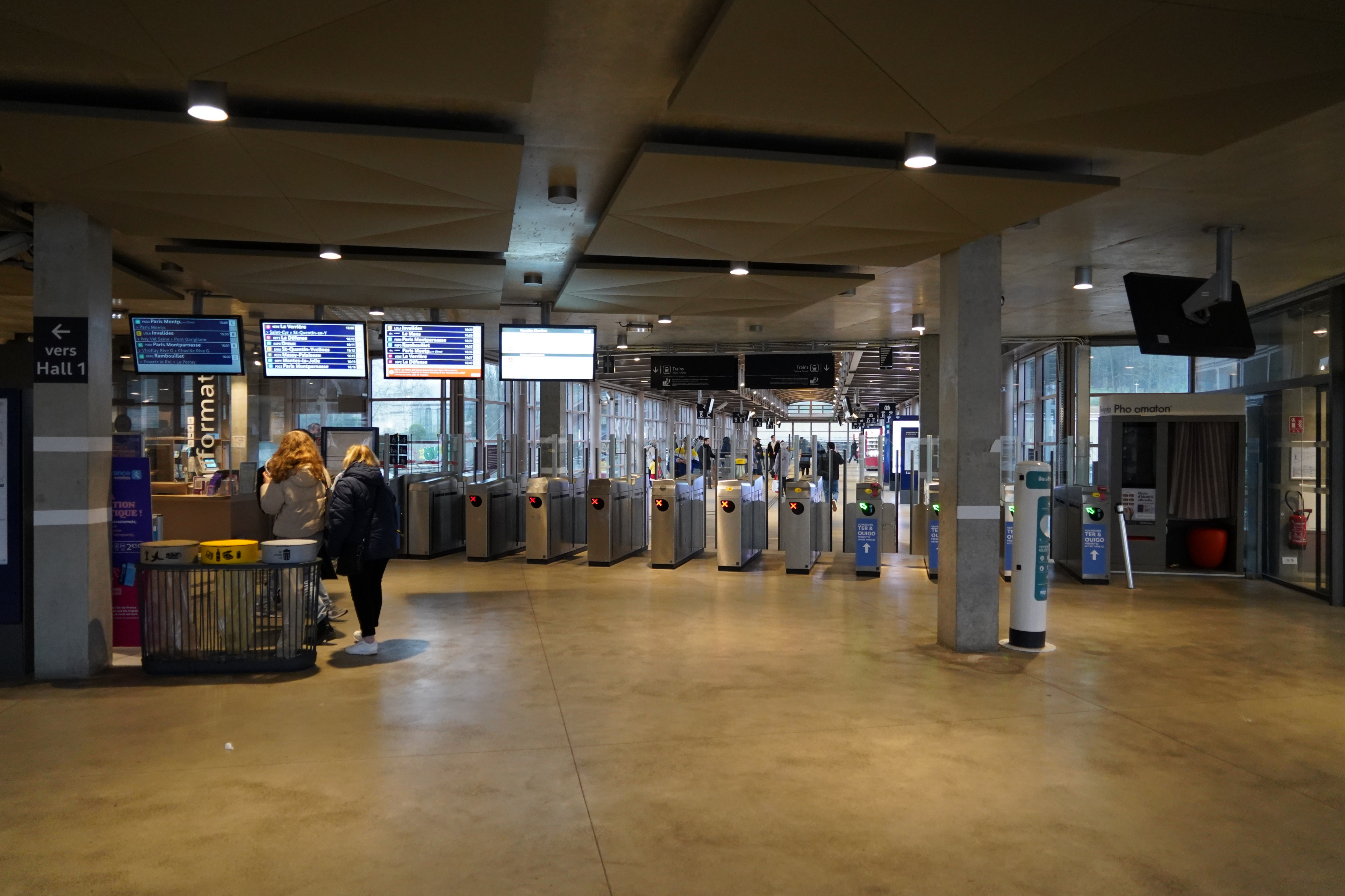
改札口
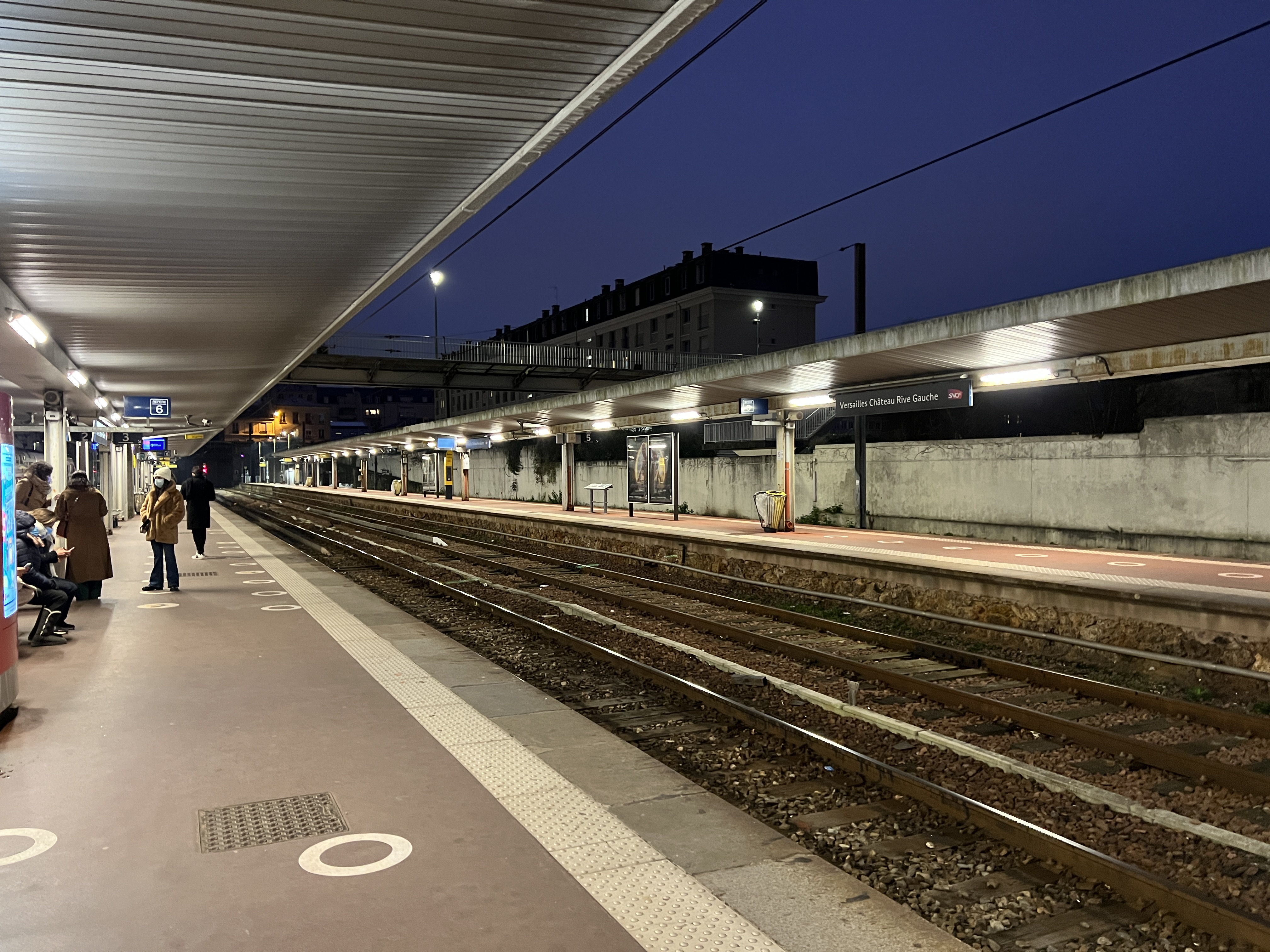
ホーム

## 利用状況
近年の年間乗降人員の推移は下表の通り。
| 年         | 2015    | 2016    | 2017    | 2018    | 2019    | 2020    | 2021    | 2022    | 2023    |
| ---------- | ------- | ------- | ------- | ------- | ------- | ------- | ------- | ------- | ------- |
| 年間利用客 | 8748796 | 8367046 | 8009738 | 7520468 | 7015859 | 2886249 | 3310046 | 5795124 | 6166920 |

## 駅周辺
- ヴェルサイユ市庁舎（英語版、フランス語版）
- 国立ヴェルサイユ高等建築学校（英語版、フランス語版）
- イヴリーヌ県議会（英語版、フランス語版）
- アルム広場（フランス語版、英語版）
  - ルイ14世の騎馬像（英語版、フランス語版）
- ヴェルサイユ宮殿
- モノプリ（英語版、フランス語版）
- ヴェルサイユ・サンルイ大聖堂
- バルビ公園
- ピエース・ドー・デ・スイス（フランス語版）

## 隣の駅
| RER C線 | RER C線 | RER C線                                 |
| ------- | ------- | --------------------------------------- |
| 起点駅  |         | ポルシュフォンテーヌ駅 ジュヴィジー方面 |